# Isole Sanguinarie
L'arcipelago delle isole Sanguinarie (in francese Sanguinaires, in corso Sanguinarii), facente parte del comune di Ajaccio, è composto da quattro isole di porfido rosso scuro. Sulla vetta dell'isola maggiore è ubicato il faro delle isole Sanguinarie. La punta de La Parata, situato all'interno dell'arcipelago, è stata nominata Grand site de France.

## Geografia
Le isole Sanguinarie sono: 
- Mezzu Mare (o Grande Sanguinaria), la più grande dell'arcipelago
- Cormorani (o Isolotto)
- Cala d'Alga, alto 30 metri
- Porri, alto 31 metri

A esse viene solitamente aggiunto lo scoglio di U Sbiru, compreso tra l'isola dei Cormorani e l'isola di Porri, alto 13 metri.

## Storia

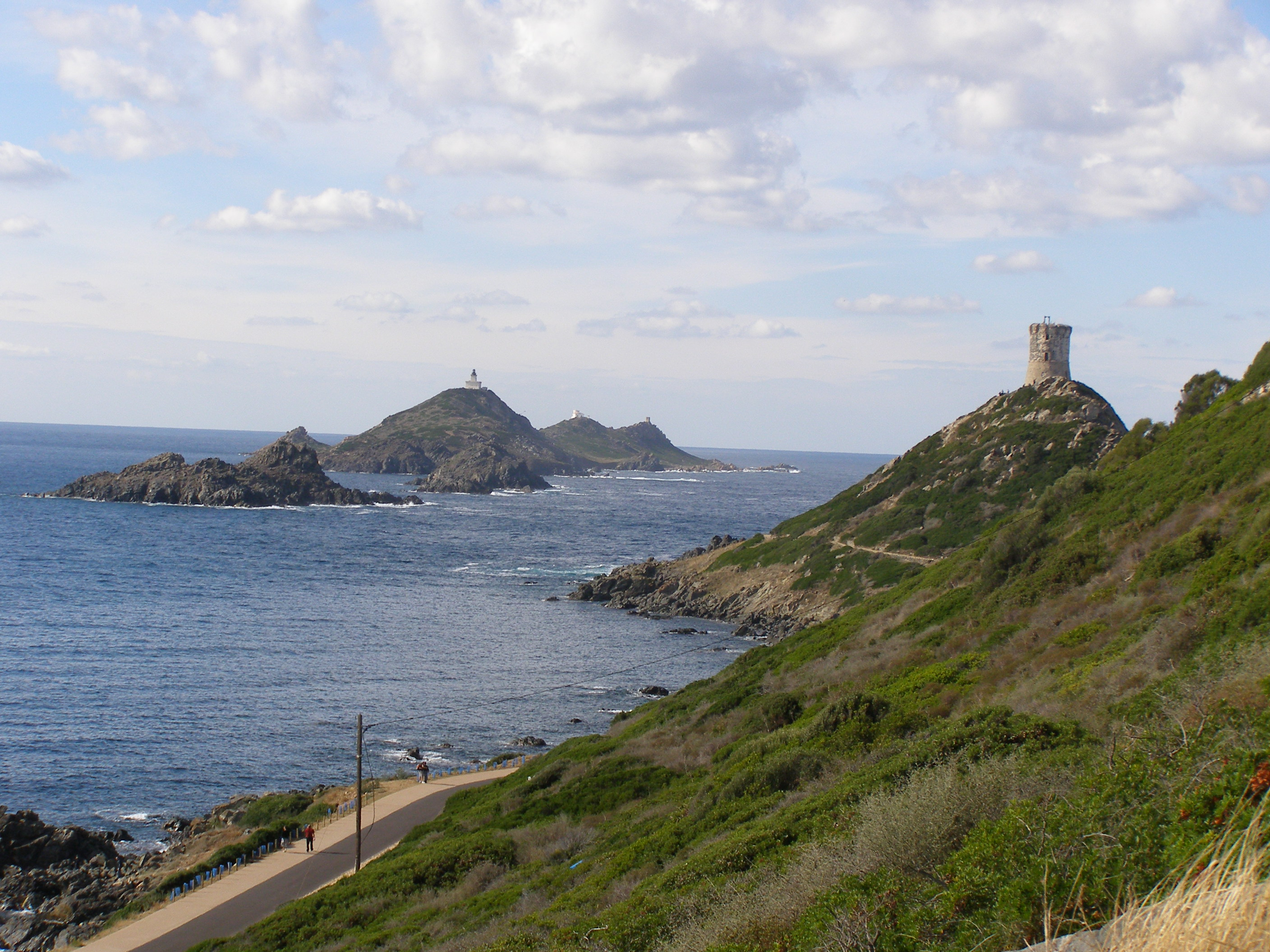
Vista della torre genovese de La Parata e delle isole Sanguinarie

### Origine del nome
Il nome sanguinarie, dato a questi isolotti, ha molteplici origini: la luce porpora che insanguina le rocce verso il tramonto; l'acceso colore rosso che i fiori delle Frankénie, piccole piante presenti sulle isole, prendono d'autunno (mentre sono rosa il resto dell'anno); il color rosa dei fiori di campanellino presenti nell'arcipelago.
Altre ipotesi si riferiscono al golfo di Sagone: delle antiche carte geografiche menzionano delle isole Sagonnaires, nominate dalla diocesi di Sagone; più tardi degli stabilimenti di fortuna accolsero dei pescatori chiamati i sanguinari (le genti dal sangue nero), provenienti dall'Africa, obbligati a restarvi per un periodo di quarantena.
Un'ultima ipotesi sembra però prevalere: su una carta del 1595 l'arcipelago è chiamato Sagonares insulae, cioè le isole che annunciano Sagone.

### Presenza umana
Molti racconti di viaggiatori, tra cui Il faro delle isole Sanguinarie di Alphonse Daudet, parlano di tracce di vita in queste isole selvagge.
La presenza umana risale al Cinquecento, con la costruzione di una torre genovese sul sito del faro attuale.
All'estremità sud-ovest dell'arcipelago si trova una vecchia torre genovese, la Torre di La Parata, costruita nel 1608.
Nel 1806, l'isola di Mezzu Mare diventò un presidio sanitario con la costruzione di un lazzaretto, ora in rovina, destinato ai pescatori di ritorno dall'Africa.
Il semaforo, che si trova sulla vetta centrale, entrò in servizio nel 1865 e dismesso nel 1955. 
Il faro, situato a 80 metri sul livello del mare, fu costruito nel 1870 e automatizzato nel 1985, quando gli ultimi abitanti lasciarono l'isola.
Nel 1998 fu girato sull'arcipelago il telefilm francese Les Sanguinaires.

## Ecologia

### Sito Natura 2000
Caratterizzate dal loro aspetto austero e ostile, le quattro isole sono un importante luogo marittimo, fondamentale per il riposo degli uccelli marini come il Gabbiano reale zampegialle e il Puffin, nonché una riserva naturale essenziale per la flora, ricca di specie rare ed endemiche.
Trovare una tale diversità in una piccola area è raro: più di 150 specie diverse che crescono su Mezzu Mare. Queste isole ospitano specie rare o addirittura assenti o addirittura assenti nel resto della Corsica, come la spettacolare arum mangia-mosche.
La vegetazione legnosa, dominata dal lentisco, è bassa e adatta alla vicinanza del mare. 
Tra le numerose specie alofile, il più comune è il porro selvatico, che ha dato il nome all'isola di Porri.

### Sito di interesse comunitario
Le cinque isole dell'arcipelago, alle quali deve essere aggiunta la punta di La Parata, hanno una superficie di 405 ettari; le isole Sanguinarie si estendono al largo della penisola della Parata, all'estremità settentrionale del golfo di Ajaccio. 
La zona è stata dichiarata sito di interesse comunitario di seconda generazione col nome di "ZNIEFF 940004131 - Isole Sanguinarie e Punta di Parata".

## Galleria d'immagini

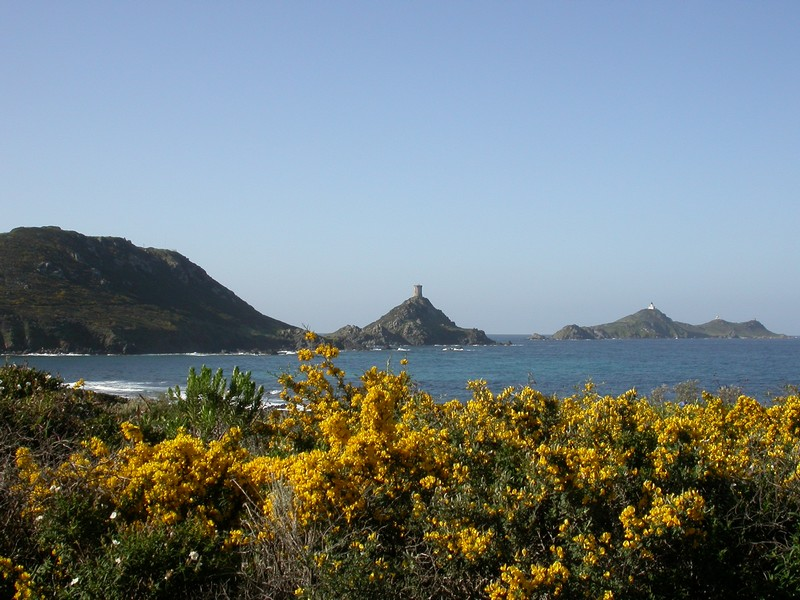
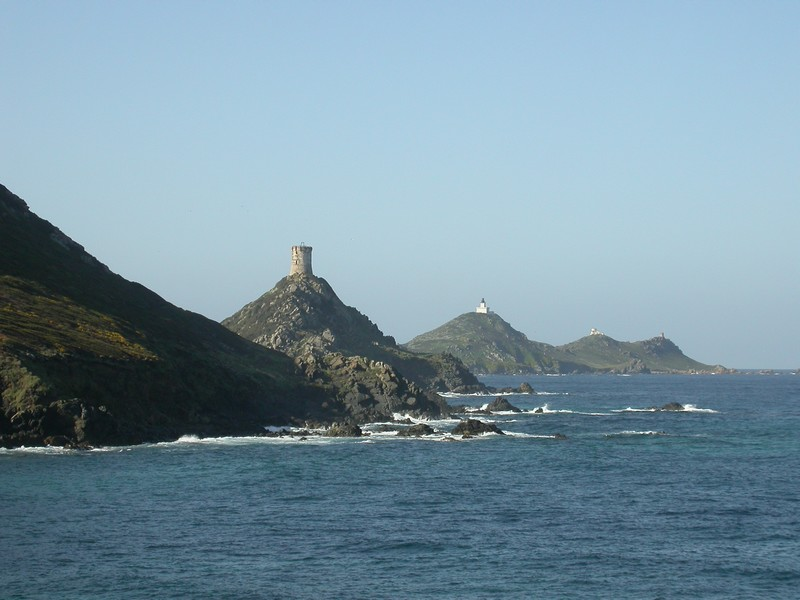
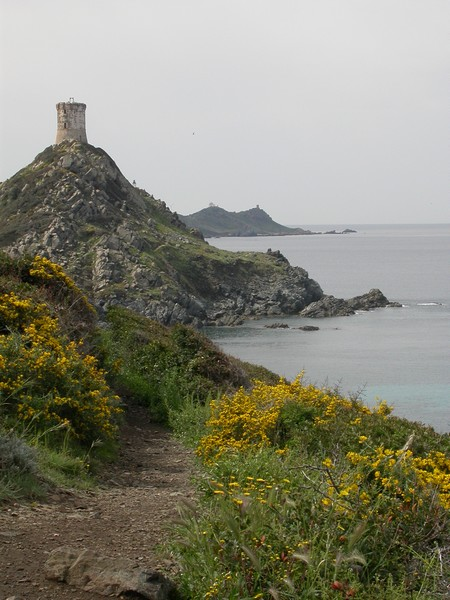
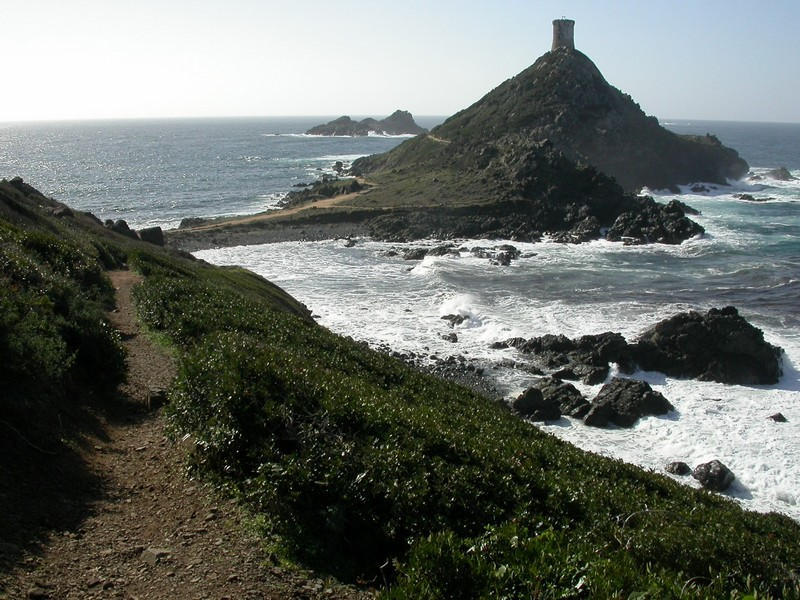
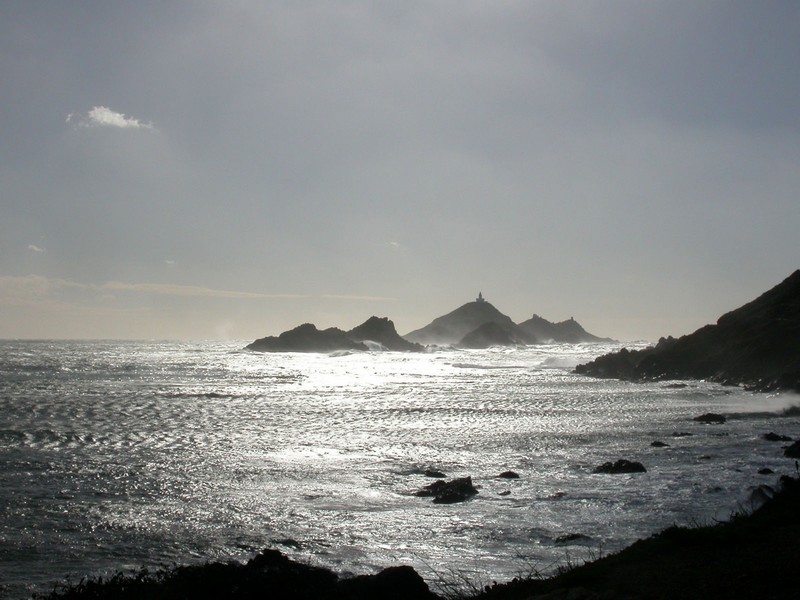
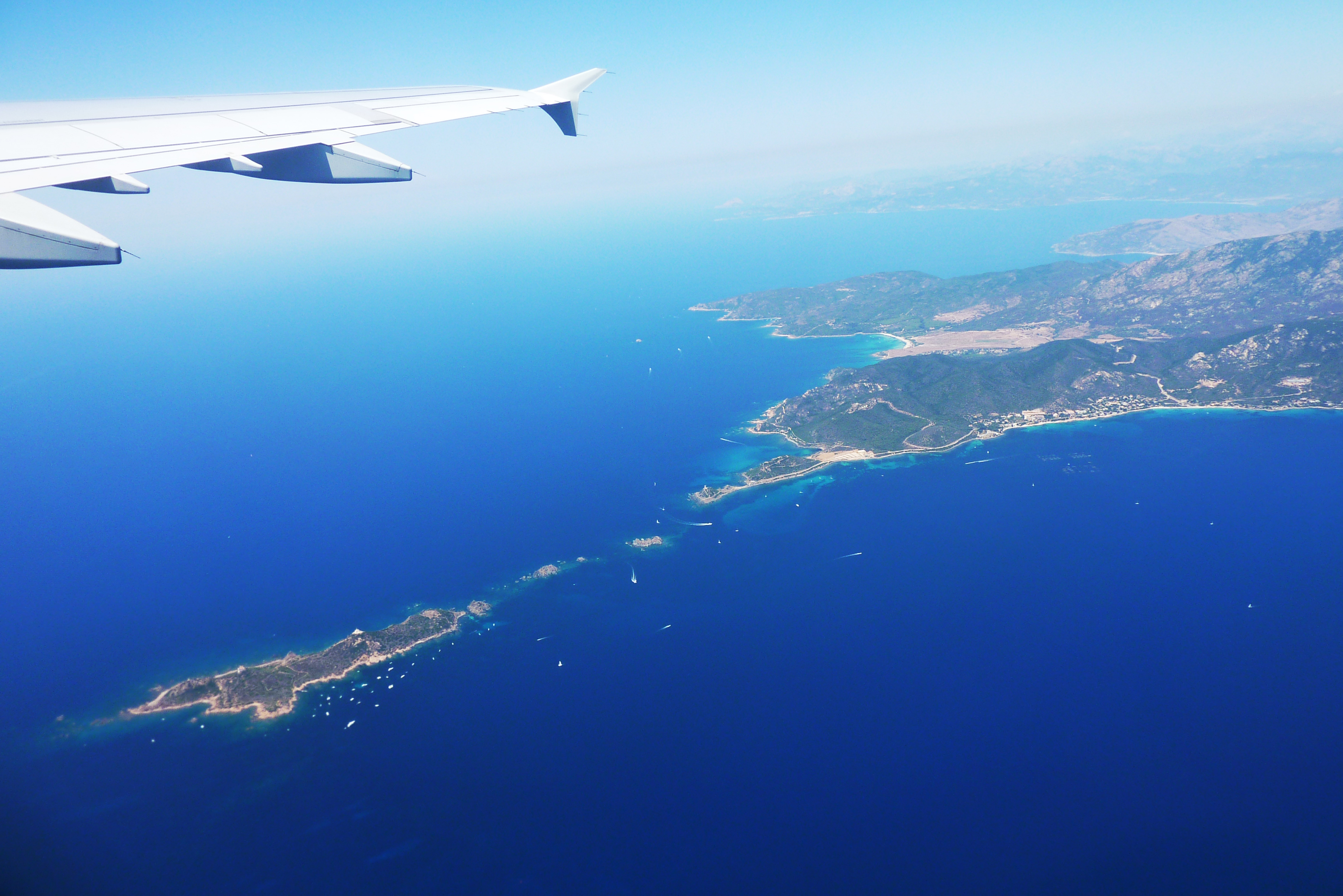
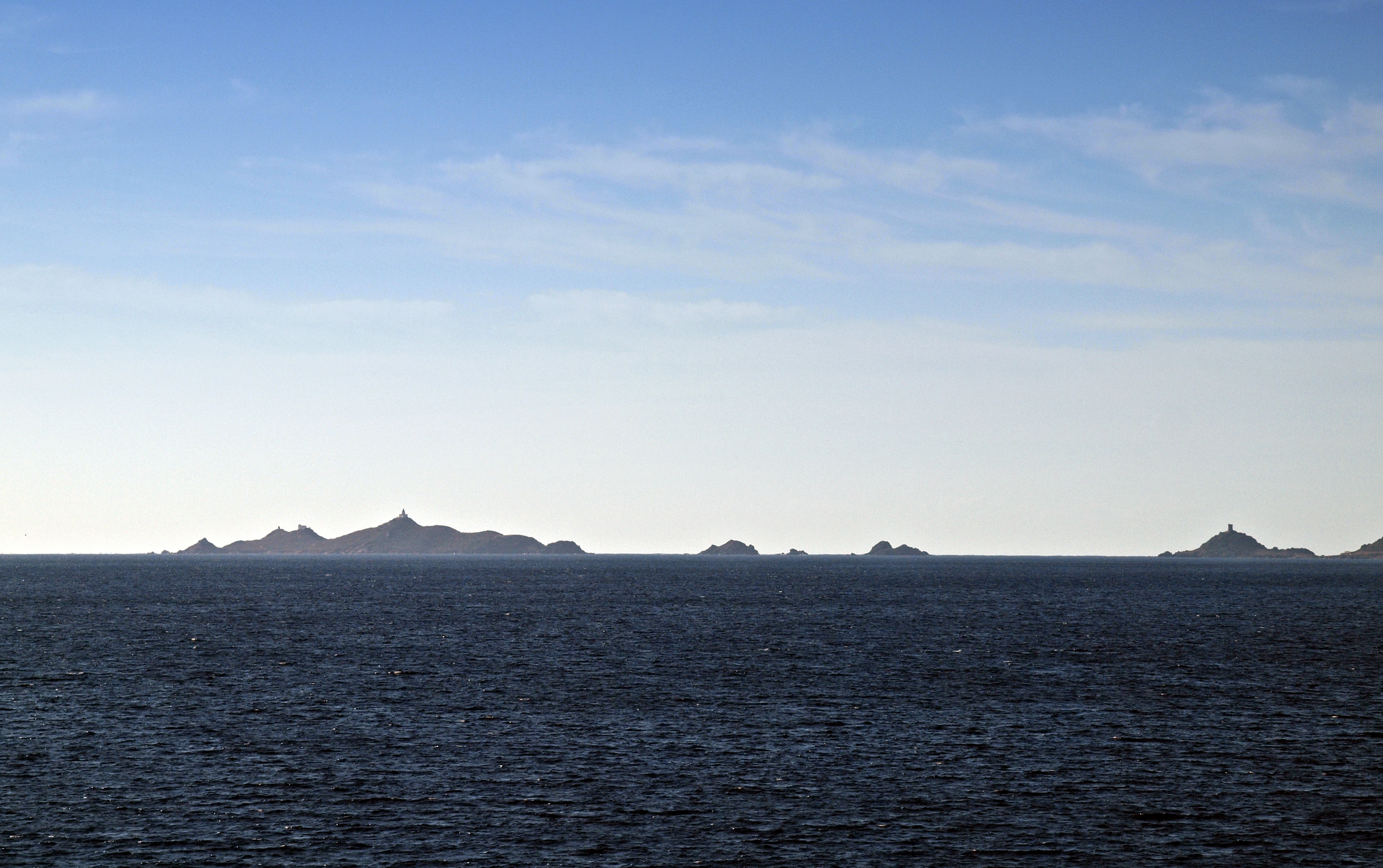